# Буриев, Курбанали
Курбанали Буриев — советский хозяйственный, государственный и политический деятель, Герой Социалистического Труда.

## Биография
Родился в 1923 году в кишлаке Акмаджит. Член КПСС.
С 1937 года — на хозяйственной, общественной и политической работе. В 1937—1987 гг. — счетовод, завхоз местного колхоза «Кызыл нишон» Пахтаабадского района Сталинабадской области, участник Великой Отечественной войны, звеньевой колхоза «Кзыл Нишон» Пахтаабадского района Сталинабадской области, председатель, затем заместитель председателя правления колхоза «22-й партсъезд» Регарского района Таджикской ССР.
Указом Президиума Верховного Совета СССР от 3 мая 1949 года присвоено звание Героя Социалистического Труда с вручением ордена Ленина и золотой медали «Серп и Молот».
Умер после 1987 года.